# Lippisch P.13a
Il Lippisch P.13a fu un intercettore sperimentale con ala a delta e mosso da uno statoreattore, progettato negli ultimi mesi del 1944 da Alexander Lippisch per la Germania. L'aereo non superò mai la fase progettuale, ma i test effettuati nella galleria del vento dimostrarono che l'aereo aveva un'eccezionale stabilità per la velocità a Mach 2,6.

## Storia del progetto
Dato che i carburanti convenzionali erano molto rari nel 1944 a causa dei bombardamenti alleati, Lippisch propose che il P.13a fosse alimentato a carbone. Inizialmente fu proposto un cesto di rete metallica per il carbone che doveva essere montato dietro una presa d'aria sul muso, leggermente sporgente nel flusso d'aria e che sarebbe stato incendiato da un bruciatore a gas. Dopo i test nelle gallerie del vento dello statoreattore e del contenitore per il carbone, si effettuarono modifiche per incrementare la combustione. Il carbone fu previsto in piccoli granuli anziché in grumi irregolari, in modo da produrre una combustione regolare ed uniforme, ed il contenitore fu convertito in un tamburo rotante a 60 giri al minuto attorno ad un asse verticale. Un getto di fiamma proveniente da dei serbatoi doveva essere direzionato nel tamburo una volta che il P.13a avesse raggiunto la velocità operativa (oltre i 320 km/h), sia utilizzando un'unità di decollo assistito (JATO) sia il traino. L'aria che passava attraverso lo statoreattore avrebbe ricevuto i fumi della combustione del carbone verso la parte posteriore, dove si sarebbero miscelati ad alta pressione con aria pulita proveniente da una presa d'aria separata. La miscela di gas sarebbe stata poi convogliata all'esterno attraverso un ugello posteriore per garantire la spinta. Un bruciatore e un tamburo furono costruiti e testati con successo a Vienna da parte del team di progettazione prima della fine della guerra.
Non è noto di quali armamenti sarebbe stato dotato il P.13a; i cannoni MK 103 sarebbero stati troppo pesanti e grossi per un aereo così piccolo ed è possibile che avrebbe utilizzato una o due mitragliatrici di grosso calibro.
Alla fine della guerra nemmeno il prototipo dell'aliante, il DM 1, era stato completato quando venne catturato dalle forze statunitensi. Al team di Lippisch fu ordinato di completare il prototipo che venne poi imbarcato verso gli Stati Uniti dove venne testato. I rapporti dei test furono molto positivi e le lezioni apprese vennero incorporate negli aerei di ricerca della NASA dal 1950 in poi.
Esistono filmati di questo apparecchio che mostrano un modello in scala del P.13a. Questi test iniziarono nel maggio 1944 a Spitzerberg, vicino a Vienna.
Dopo la guerra Lippisch, lavorò con i progettisti americani della Convair, sviluppò e testò l'XF-92 basato sui suoi disegni, che portarono alla fine all'adozione dell'F-102 Delta Dagger e del suo successore, l'F-106 Delta Dart.